# Бутин, Александр Викторович
Александр Викторович Бутин — (род. 26 августа 1957, Новосибирск, РСФСР, СССР) — российский военачальник, первый заместитель Главнокомандующего Внутренними войсками МВД России (2010—2016). Генерал-полковник (2012). 

## Биография
Родился в семье потомственных военных. В 1978 году с отличием окончил Новосибирское высшее военное командное училище МВД СССР. В 1978—1982 годах — командир взвода курсантов, в 1982—1985 годах — командир роты курсантов. В 1988 году с отличием окончил Военную академию им. М. В. Фрунзе.
С 1988 года — командир батальона бригады особого назначения Центрального Управления ВВ МВД СССР. В 1989—1991 — заместитель командира оперативного полка дивизии Внутренних войск МВД СССР в Минске, в 1991—1994 — командир оперативного полка дивизии оперативного назначения в Пятигорске. В 1991 году полк под его командованием выполнял служебно-боевые задачи на территории Нагорного Карабаха (Степанакерт). Звание «полковник» получил досрочно.
В 1994—1996 годах — заместитель командира дивизии оперативного назначения в Краснодаре. В 1998 году окончил Военную академию Генерального штаба. В 1998—1999 годах — командир дивизии внутренних войск в Восточном округе ВВ МВД России; в 1999—2001 годах — командир дивизии оперативного назначения Северо-Кавказского округа ВВ МВД России во Владикавказе.
С 2001 года — первый заместитель командующего Приволжским округом ВВ МВД России. Указом Президента РФ от 8 ноября 2002 года присвоено очередное воинское звание «генерал-лейтенант».
С июня 2004 года — командующий Сибирским округом Внутренних войск МВД Российской Федерации. С сентября 2010 года — первый заместитель Главнокомандующего Внутренними войсками МВД России.
Указом Президента Российской Федерации от 9 ноября 2012 года генерал-лейтенанту Бутину Александру Викторовичу присвоено воинское звание «генерал-полковник».
Неоднократно выполнял служебно-боевые задачи в составе объединённой группировки войск по проведению контртеррористических операций на территории Северо-Кавказского региона Российской Федерации.
31 октября 2016 года освобождён от должности первого заместителя главнокомандующего внутренними войсками МВД РФ и уволен с военной службы.
Состоит членом Клуба военачальников Российской Федерации (президент Клуба — генерал армии А. С. Куликов, давний товарищ и командир А. Бутина).

## Награды
- Орден «За военные заслуги»
- Орден «За службу Родине в Вооружённых Силах СССР» III степени
- Медаль ордена «За заслуги перед Отечеством» II степени
- Медаль «За отличие в охране общественного порядка»
- Медаль «За отличие в воинской службе» II степени
- Медаль «За боевое содружество» (ФСБ)
- Медаль «За безупречную службу» I степени
- Медаль «За безупречную службу» II степени
- Медаль «За безупречную службу» III степени
- Медаль «70 лет Вооружённых Сил СССР»
- Медаль «За воинскую доблесть» II степени (Минобороны)
- Медаль «За укрепление боевого содружества» (Минобороны)
- Медаль «За воинскую доблесть» (МВД)
- Медаль «200 лет МВД России»
- Медаль «За заслуги в увековечении памяти погибших защитников Отечества»

## Необычные факты
В 1991 году воинская часть под командованием А. В. Бутина, дислоцированная в Степанакерте (Нагорный Карабах), вследствие предательства одного из солдат была взята представителями армянских вооружённых формирований. Все офицеры и солдаты более суток находились на территории части и не могли дать отпор, так как весь арсенал полка был захвачен. Позднее весь личный состав части и офицеры регионального подчинения (СКО ВВ МВД), находившиеся там в командировке, были отправлены в Ростов-на-Дону.

## Семья
Женат, имеет дочь.